# Дзянотт
Дзянотт (пол. Dzianott) — польский дворянский герб.

## Описание
В голубом поле, на мураве, каменные ворота о пяти башнях, из них над среднею, высшею, чёрный орел Немецкой Империи.
В навершии шлема, украшенного золотом, подобный же орел. Намет голубой с красным подбоем. Герб Дзянотт де Кастелляти внесен в Часть 1 Гербовника дворянских родов Царства Польского, стр. 189.

## Герб используют
Дзянотты-де-Кастелляти, фамилия вышедшая из Рейнского края и поселившаяся в Польше в царствование короля Сигизмунда III. Яков де Кастелли-Джанотти, уроженец северной Италии, выехал в Польшу, участвовал в московском походе Сигизмунда III, осаде и взятии Смоленска. Сын его, Пётр, за храбрость и мужество оказанные в разные войны, получил в 1662 г. от Короля Яна Казимира диплом на потомственное дворянство вместе с выше изображённым гербом.
Род этот внесен в родословные книги дворян Царства Польского.